# Jan Czochralski
Jan Czochralski (23 d'octubre de 1885, Kcynia, Prússia - 22 d'abril de 1953, Poznań, Polònia) fou un enginyer químic polonès que inventà el procés Czochralski, que es fa servir per produir monocristalls que s'empren en la producció d'oblies de semiconductor per a la indústria electrònica.

## Començament
Czochralski va néixer a Kcynia, aleshores sota la dominació de Prússia. Cap als volts del 1900, però, es traslladà a Berlín, on va treballar en una farmàcia. Va estudiar al Politècnic de Charlottenburg a Berlín, on s'especialitzà en química del metall. Czochralski va començar a treballar com a enginyer per a l'Allgemeine Elektricitäts-Gesellschaft el 1907. El 1910 obtingué el títol d'enginyer químic, i del 1911 al 1914 fou assistent de Wichard von Moellendorff, amb qui publicà el seu primer article dedicat a la cristal·lografia dels metalls i més concretament a la teoria de la dislocació.

## Descobriment del procés Czochralski
Va descobrir el mètode que duu el seu nom el 1916, quan per accident va ficar la ploma en un gresol d'estany fos en lloc del tinter.
Immediatament va treure'n la ploma i va descobrir-hi un fil prim de metall solidificat que en penjava de la punta. La punta fou substituïda per un capil·lar i Czochralski comprovà que el metall va cristal·litzar en un sol vidre. Els experiments de Czochralski produïen monocristalls que tenien un mil·límetre de diàmetre i fins a 150 centímetres de llargada. El químic publicà un article sobre el seu descobriment el 1918 en una revista alemanya de química, Zeitschrift für Chemie Physikalische, amb el títol d'Un nou mètode per a la mesura de la velocitat de cristal·lització dels metalls, ja que el mètode fou aleshores emprat per mesurar la velocitat de cristal·lització de metalls com l'estany, zinc i plom. El 1950 els estatunidencs Gordon K. Teal i J.B. Little, dels Laboratoris Bell, varen fer servir aquest mètode per fer créixer monocristalls de germani, que començaven a emprar-se en la producció de semiconductors adequats.